# Masnedø
Masnedø er en ø i Storstrømmen mellem Sjælland og Falster.
- Areal: 1,68 km².
- Indbyggere: 149[1] 2024

Storstrømsbroen forbinder Masnedø med Falster, og Masnedsundbroen er den faste forbindelse til Sjælland. På tværs af øen (mellem de to broer) løber jernbanen og hovedvejen (sekundærrute 153) mellem Sjælland og Falster. Storstrømsbroen vil blive erstattet af en ny bro i 2024.
Masnedø er hjemsted for Masnedøfortet, et kystbefæstningsanlæg opført 1912-15 til bevogtning af forbindelsen mellem Sjælland og Falster. Verdens første succesfulde angreb med faldskærmstropper fandt sted ved Masnedøfortet, da Tyskland besatte Danmark den 9. april 1940. Fortet var dog kun bevogtet af tre danske soldater, og det kom ikke til kamphandlinger. I 1952 blev fortet degraderet til minedepot, og det blev helt afviklet som militært anlæg i 1973. I dag er fortet offentligt tilgængeligt og bruges blandt andet til kunstudstillinger og til garagerockfestivalen Gutter Island.
På øen ligger også Masnedø Kraftvarmeværk (no), og et antal boliger.

## Billedgalleri
- Masnedø og Storstrømsbroen set fra luften
- Den gamle Masnedsundbro med Masnedø til venstre
- Kasematbygning på Masnedøfortet
- Kanonbatterier på Masnedøfortet
- Den gamle Storstrømsbro set fra Masnedø
- Masnedø Gødningshavn
- Mark ved Brovejen.
- Ved Viaduktvej.